# Flis (opera)
Flis – opera Stanisława Moniuszki, w jednym akcie, z librettem Stanisława Bogusławskiego. Jej prapremiera miała miejsce w Warszawie 24 września 1858 roku.

## Osoby
- Antoni, zamożny gospodarz – bas
- Zosia, jego córka – sopran
- Franek, młody flisak – tenor
- Jakub, fryzjer – baryton
- Szóstak, były żołnierz – bas
- Feliks, flisak – tenor
- flisacy, wieśniacy, wieśniaczki, dzieci.

## Treść
Akcja utworu rozgrywa się w nadwiślańskiej wsi w XIX w.

Treść opery sprowadza się do konfliktu rozgrywającego się pomiędzy młodym flisakiem Frankiem a przybyłym do wsi miejskim fircykiem Jakubem, wynikającego z jednoczesnych starań obu mężczyzn o rękę córki zamożnego gospodarza, Zosi. Toczy się owa intryga przy akompaniamencie modlitw ludu wiejskiego i sielskich pieśni i piosenek. Zakochani w sobie Zosia i Franek nie mogą zostać małżeństwem, gdyż rękę córki obiecał Antoni (ojciec dziewczyny) warszawskiemu fryzjerowi. Po przybyciu fryzjera do wsi Zosia i Franek proszą Antoniego o cofnięcie wcześniej danego Jakubowi słowa. W obliczu konieczności spełnienia obietnicy nieszczęśliwy Franek postanawia ruszyć w świat i wszystkie siły przeznaczyć na  poszukiwania brata, z którym w dzieciństwie został rozdzielony. Szczęśliwie okazuje się jednak, że brat znalazł się sam. Jest nim rywal flisaka do ręki Zosi, fryzjer Jakub. W obliczu szczęśliwego odnalezienia się rodzeństwa, Jakub zmienia swe zamiary i, widząc, jak wielka miłość łączy Zosię i Franka, ustępuje bratu miejsca.